# Байка (балет)
Байка про лису, петуха, кота да барана, авторский подзаголовок — «Весёлое представление с пением и музыкой» (за рубежом употребителен сокращённый заголовок фр. Renard) — музыкально-сценическое произведение И. Ф. Стравинского, для 4 мужских голосов и 16 инструменталистов. Либретто по мотивам русской сказки написано автором. «Байка» исполняется в трёх языковых версиях — русской (оригинал), французской и английской. Премьера (в версии на французском языке) состоялась в Париже, 18.5.1922. Примерная продолжительность: 16-17 минут.

## История создания

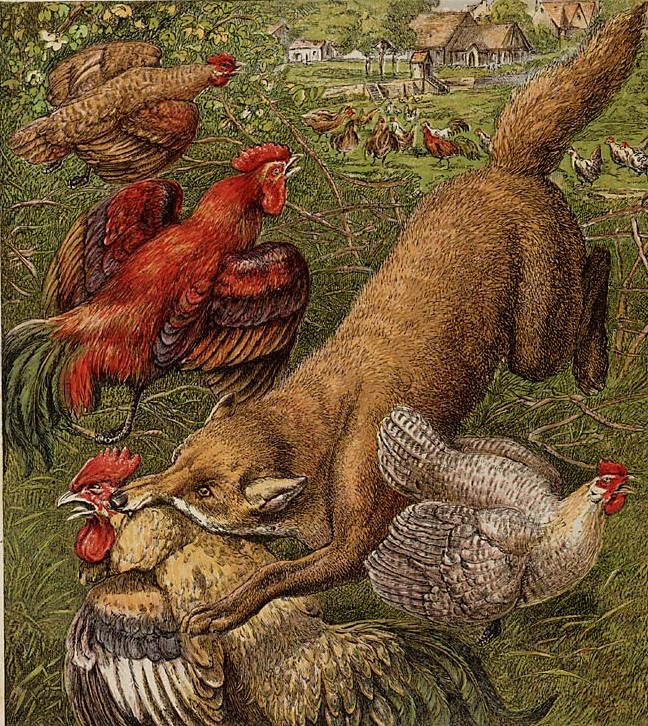
Иллюстрация из сказки «Reintje de Vos» (ок. 1872)

Игорь Фёдорович Стравинский с начала Первой мировой войны жил в Швейцарии в Шато-д’Э. В этот период творчества он создал несколько произведений «русского цикла», к которым относится и «Байка…». В Швейцарии с 1914 года были сделаны отдельные наброски этого произведения, но активная работа пришлась на лето и осень 1916 года, когда у автора появился заказ на эту работу от владелицы камерного театра Виннаретты Зингер де Полиньяк. Стилистическим прототипом стало русское скоморошье представление. Литературную основу произведения составил сюжет из известного собрания сказок А. Н. Афанасьева. Французское либретто было написано Ш. Ф. Рамю. Стравинский пояснял Рамю интонационные, темповые и иные особенности русского языка. Позже Стравинский признавался своему биографу Р. Крафту: «Я предпочитаю слушать Байку на русском или вовсе не слушать».
Осенью 1916 года «Байка» была закончена и напечатана в 1917 году с посвящением заказчице. Впервые поставлена балетом С. П. Дягилева в 1922 году в Париже (во французской версии). Со времени премьеры состоялось несколько постановок. Оригинальность музыки Стравинского привлекала, как правило, самобытных постановщиков, поэтому каждая постановка была заметным вкладом в мировую театральную культуру.
Современные искусствоведы определяют жанр произведения как «балет-пантомиму с пением». Этот «комплексный» жанр (слово, музыка и танец) требует исполнителей двух типов: одни поют, а другие танцуют.
Широко практикуется исполнение «Байки» как концертного произведения, без «хореографического» ряда (см. ниже список аудиозаписей).

## Сюжет
Лиса, переодевшись монахом, заманивает и похищает Петуха. Сидя в своей норе, она проверяет, лапки, ушки и т. д., что они делали? Когда выясняется, что хвост только мешался, она выставляет его из норы. Это позволяет Коту и Барану вытащить Лису и освободить Петуха.

## Музыкальные особенности
«Байка» написана для двух теноров, двух басов (партию второго баса обычно исполняет баритон) и 16 инструменталистов. В составе инструментального ансамбля значительную роль играют ударные инструменты и цимбалы, струнные и деревянные духовые инструменты представлены одним инструментом каждой группы.
Реплики персонажей не закреплены жёстко за голосами исполнителей, но обычно реплики Лисы и Петуха поручают тенорам, а Кота и Барана — басам. Отдельные реплики персонажа могут быть распределены между разными певцами.
Начинается и завершается балет маршем персонажей (труба, фагот и две валторны в унисон) в необычном для этого жанра переменном метре (чередуются размеры 2/4 и 3/4). Мелодия изредка разнообразится подголосками, сопровождается громкими ударами тарелок и барабанов. Далее присоединяются деревянные духовые, причём всех перекрывает «визгливая» флейта-пикколо в высоком регистре. Далее следует первый диалог Лисы с Петухом, в котором партия Лисы исполняется как пародия на псалмодию. Пляска Петуха, Кота и Барана основана на народных попевках. Во втором диалоге Лисы и Петуха озвучены остроумные прибаутки Лисы и горестные причитания Петуха. Песенка Кота и Барана «Тюк, тюк, гусельцы…» Комический диалог Лисы со своими глазами, лапами и хвостом. Вторая пляска Петуха, Кота и Барана построена на стилизованных под «русскую архаику» интонациях.

## Постановки Русского балета Дягилева
Поставлен 18 мая 1922 года Русским Балетом Дягилева на сцене парижской Оперы под названием «Лис» (фр. Le Renard). Автор французского текста Ш. Ф. Рамю, балетмейстер Б. Ф. Нижинская, художники М. Ф. Ларионов, Н. С. Гончарова, дирижёр Э. Ансерме; исполнители — Б. Ф. Нижинская, С. Идзиковский и др. На сцене присутствовали два состава актёров, при этом танцовщики были в соответствующих костюмах, а певцы в нейтральных костюмах. Спектакль не имел успеха у публики.
21 мая 1929 — постановка той же труппой на сцене Театра Сары Бернар. Балетмейстер С. Лифарь, художник М. Ларионов. Это была первая балетмейстерская работа С. Лифаря. Одним из планов С. П. Дягилева было сделать из С. Лифаря балетмейстера труппы. Развитию этого плана помешала внезапная смерть Дягилева, а Лифарь вскоре после его смерти стал руководителем балета Гранд Опера. Постановка имела большой успех.

## Постановка Ф. В. Лопухова
Ф. В. Лопухов поставил спектакль в Ленинградском театр оперы и балета 2 января 1927 года. Спектакль оформил участник творческого объединения «Молодой балет» В. В. Дмитриев, спектакль исполнялся на фоне задника с условными изображениями ёлок. Дирижировал А. В. Гаук. В спектакле танцевали: Лиса — К. В. Зуйков, Петух — А. В. Лопухов, Кот — Б. И. Комаров, Баран — В. И. Вайнонен.
Постановка Лопухова состоялась в годы напряжённого поиска новых путей развития балетного искусства. В этих поисках Лопухов обращался к различным направлениям, стремясь наполнить балетное искусство новым содержанием. В этой работе было как явное обращение к народным корням, так и попытка синтеза нескольких видов театрального искусства. Спектакль поставлен как старорусская скоморошья игра, то есть артисты на сцене изображают не сказочных животных, а скоморохов, играющих этот спектакль, артисты были одеты в народные костюмы с масками на головах. В этом отношении замысел спектакля близок к другой постановке Лопухова — балету «Ночь на лысой горе» на музыку Мусоргского, которая не имела успеха. В данном случае «скомороший» замысел постановки полностью отвечал замыслу композитора.
Однако Лопухов отклонился от прямых указаний Стравинского, который рассматривал эту вещь, как компактную по времени и форме постановку, пригодную для постановки на уличных подмостках. По замыслу Стравинского небольшой оркестр и певцы должны были сидеть на заднем плане, а на переднем действовали четыре актёра. У Лопухова же на сцене присутствовали два комплекта актёров, и танцовщики и певцы были в соответствующих роли костюмах, но певцы были без маски и держали головы животных в руках, а танцовщики были в масках. Кроме того Лопухов ввёл множество дополнительных персонажей. Учащиеся хореографической школы изображали куриц, которые несли яйца. Лапки, ушки лисы изображали отдельные актёры, некоторые актёры были на ходулях, актёры изображали и предметы обстановки (окно и т. п.). В результате на сцене было тесно, а зритель путался, в том кто что изображает.
Спектакль успеха не имел, состоялось только два представления. Критика по-разному критиковала постановку. Но, видимо, главная причина была в несоразмерности замысла Лопухова и камерного характера произведения. Неудачи Лопухова с постановкой этого спектакля и «Ночи на Лысой горе» имели большие негативные последствия, они надолго закрыли в советском балете «скоморошью» тематику, возвращение к которой стало возможным только после постановки балета Р. Щедрина «Конёк-Горбунок».

## На сцене театра им. Станиславского и Немировича-Данченко
- 1974 — 17 ноября постановка балетмейстера В. Ф. Иващенко, режиссёр-постановщик Н. Н. Кузнецов, художник А. Ф. Лушин, дирижёр Д. Г. Китаенко; Лиса — В. П. Кириллов, Петух — А. В. Зайцев, Кот — А. В. Иванов, Баран — О. В. Захаров.

## «Соловей» Стравинского в постановке Робера Лепажа
Канадский режиссёр Робер Лепаж представил на оперном фестивале в Экс-ан-Провансе (Франция) оперу «Соловей и другие небылицы» на музыку Игоря Стравинского, в первой части этого спектакля исполняется «Байка…», а во второй опера «Соловей». Спектакль получил горячее одобрение зала, где присутствовали многие знаменитости музыкального и театрального мира.

## Кукольный спектакль
8 февраля 2010 в концертном зале Мариинского театра состоялась совместная постановка Мариинского театра и театра марионеток им. Деммени. В постановке участвовал оркестр под управлением Михаила Татарникова. Постановка осуществлена режиссёром театра кукол Эдуардом Гайдаем. В один вечер были представлены два произведения с пением и музыкой композитора Стравинского — кроме «Байки…» была поставлена «История солдата».

## Другие постановки
- 1947 — Дж. Баланчин, Балетное общество, Нью-Йорк
- 1954 — Х. Фройнд, Франкфурт на Майне
- 1957 — А. Миллош, Флоренция
- 1961 — Миллош, Кёльн
- 1965 — M. Бежар, Опера, Париж

## Дискография (выборка)
- 1955: Sénéchel / Cuenod / Rehfuss / Deprez / L'Orchestre de la Suisse Romande / Ansermet / на французском языке
- 1962: Shirley / Driscoll / Gramm / Murphy / Columbia Chamber Ensemble / Stravinsky / на английском языке
- 1962: Giraudeau / Devos / Rondeleux / Depraz / Orchestre du Domaine Musical / Boulez / на французском языке
- 1964: English / Mitchinson / Glossop / Rouleau / L'Orchestre de la Suisse Romande / Ansermet / на английском языке
- 1999: Caley / Гривнов / Naouri / Михайлов / Оркестр Парижской оперы / Conlon / на русском языке
- 2005: Orchestra of St. Luke's / Craft / на английском языке
- 2009: Dumait / Воропаев / Nédélec / Михайлов / Ensemble InterContemporain / Mälkki Архивная копия от 4 июня 2017 на Wayback Machine / на русском языке
- 2010: Langridge / London Sinfonietta / Chailly / первая редакция
- 2013: Brutscher / Saelens / Nédélec / Гнатюк / Ensemble InterContemporain / Mantovani / на русском языке